# Out of Control
"Out of Control" es una canción que aparece en el primer EP de U2, Three y que fue incluida más tarde en su disco de debut, Boy.
Bono explicó a la revista Hot Press: «Out of Control trata sobre despertarte el día de tu 18º cumpleaños, y darte cuenta que tienes 18 años y de que las dos decisiones más importantes en tu vida no tienen nada que ver contigo – nacer y morir».
- "Out of Control" se puede encontrar en el recopilatorio "The Irish A-Z Of Rock".
- Bono escribió esta canción el día de su 18 cumpleaños.